# São Bartolomeu de Messines
Sâo Bartolomeu de Messines és una vila portuguesa del municipi de Silves, seu de la freguesia del mateix nom, que té 246,41 km² d'àrea i 8.430 habitants (al cens del 2011). La densitat de població n'és de 34,2 hab/km², i per això es classifica com una Àrea de Baixa Densitat (ordenança 1467-A/2001).
Prop de Sâo Bartolomeu de Messines tingué lloc la batalla de Sant’Ana.

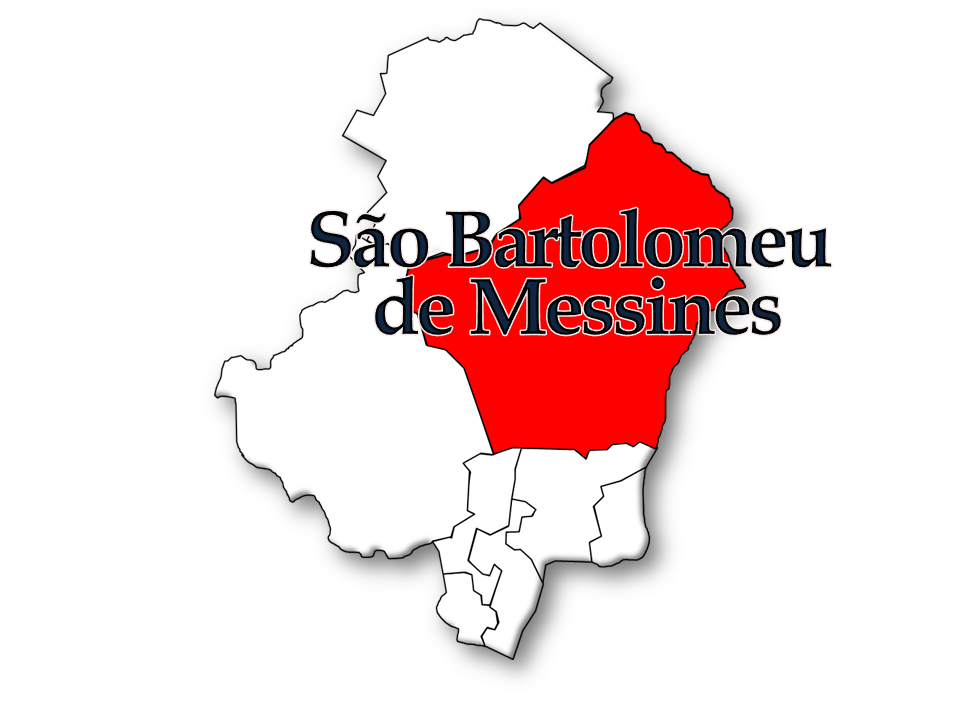
Situació de la freguesia de Sâo Bartolomeu de Messines al municipi de Silves

## Població

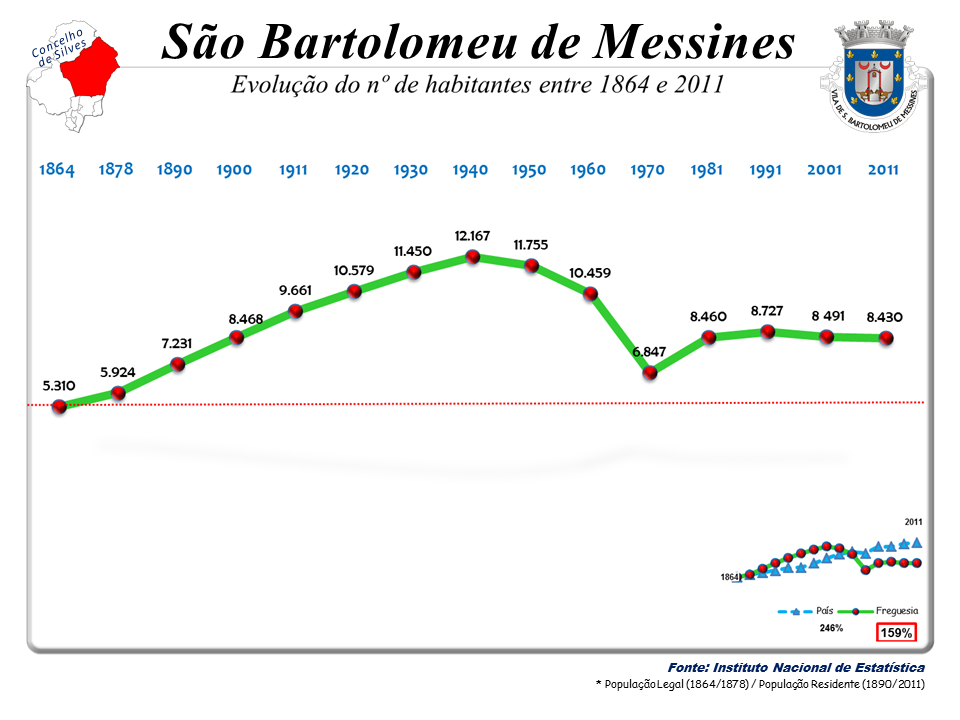
Evolució de la població 1864 / 2011

| Població de la freguesia de São Bartolomeu de Messines | Població de la freguesia de São Bartolomeu de Messines | Població de la freguesia de São Bartolomeu de Messines | Població de la freguesia de São Bartolomeu de Messines | Població de la freguesia de São Bartolomeu de Messines | Població de la freguesia de São Bartolomeu de Messines | Població de la freguesia de São Bartolomeu de Messines | Població de la freguesia de São Bartolomeu de Messines | Població de la freguesia de São Bartolomeu de Messines | Població de la freguesia de São Bartolomeu de Messines | Població de la freguesia de São Bartolomeu de Messines | Població de la freguesia de São Bartolomeu de Messines | Població de la freguesia de São Bartolomeu de Messines | Població de la freguesia de São Bartolomeu de Messines | Població de la freguesia de São Bartolomeu de Messines |
| ------------------------------------------------------ | ------------------------------------------------------ | ------------------------------------------------------ | ------------------------------------------------------ | ------------------------------------------------------ | ------------------------------------------------------ | ------------------------------------------------------ | ------------------------------------------------------ | ------------------------------------------------------ | ------------------------------------------------------ | ------------------------------------------------------ | ------------------------------------------------------ | ------------------------------------------------------ | ------------------------------------------------------ | ------------------------------------------------------ |
| 1864                                                   | 1878                                                   | 1890                                                   | 1900                                                   | 1911                                                   | 1920                                                   | 1930                                                   | 1940                                                   | 1950                                                   | 1960                                                   | 1970                                                   | 1981                                                   | 1991                                                   | 2001                                                   | 2011                                                   |
| 5 310                                                  | 5 924                                                  | 7 231                                                  | 8 468                                                  | 9 661                                                  | 10 579                                                 | 11 450                                                 | 12 167                                                 | 11 755                                                 | 10 459                                                 | 6 847                                                  | 8 460                                                  | 8 727                                                  | 8 491                                                  | 8 430                                                  |

São Bartolomeu de Messines és un poble d'origen àrab, que ja existia al 1189, quan els croats i les tropes de Sanç I conquistaren Silves. S'anomenava Mussiene o Adh-Dhakira Assania (DOMINGUES, 2a ed. 2002, p.114). Dels segles següents no en sabem res. L'església medieval que hi hagué no arribà a l'actualitat i el poble sembla haver perdut importància, probablement per la situació interior i perifèrica en relació amb els principals centres de poder de l'Algarve tardomedieval.

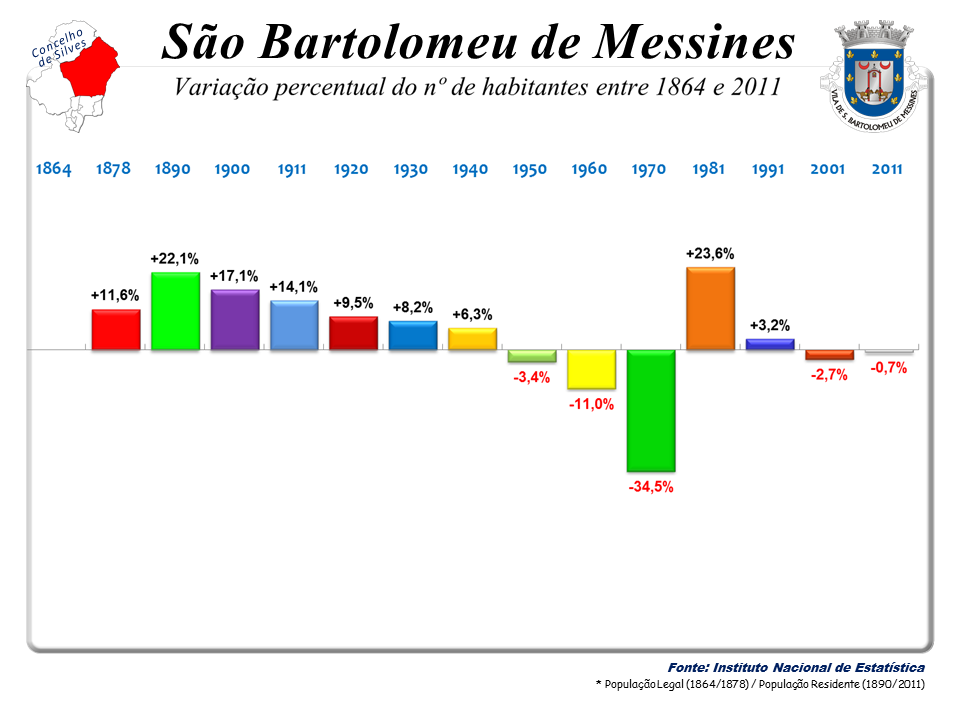
Variació de la població 1864 / 2011

Només en les primeres dècades del segle XVI tenim dades de la seua església parroquial. En un moment encara una mica incert del regnat de Manuel I, o ja del del de Joan III, però que correspondria als anys 20-30 (RAMOS, 1996, p.103), el temple va ser objecte d'una radical reforma original i sense paral·lel en tota l'àrea de l'Algarve.

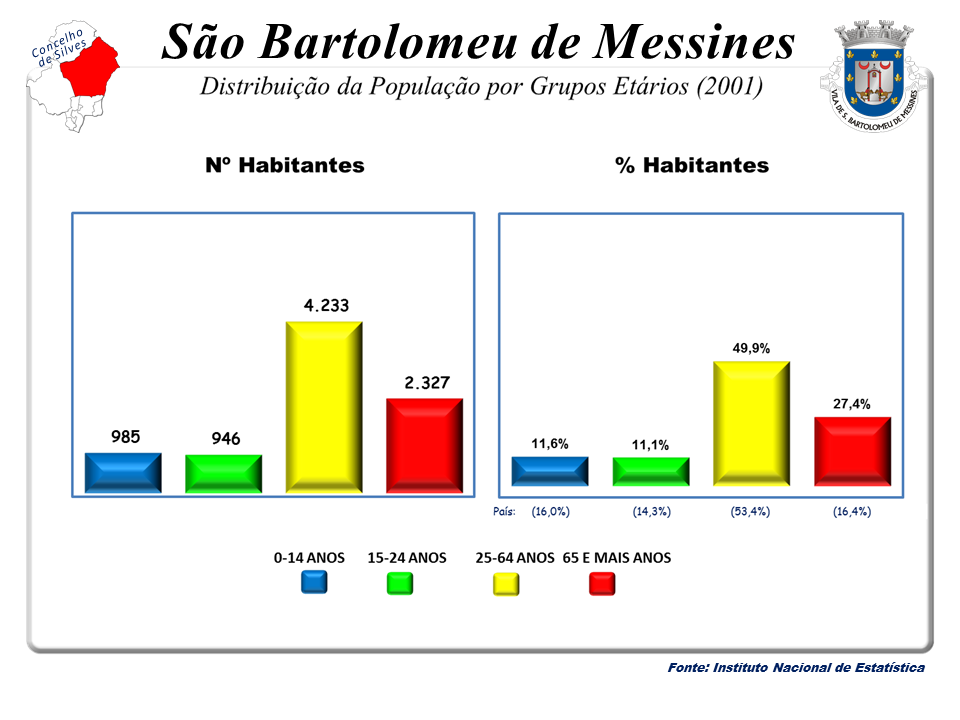
La població el 2001

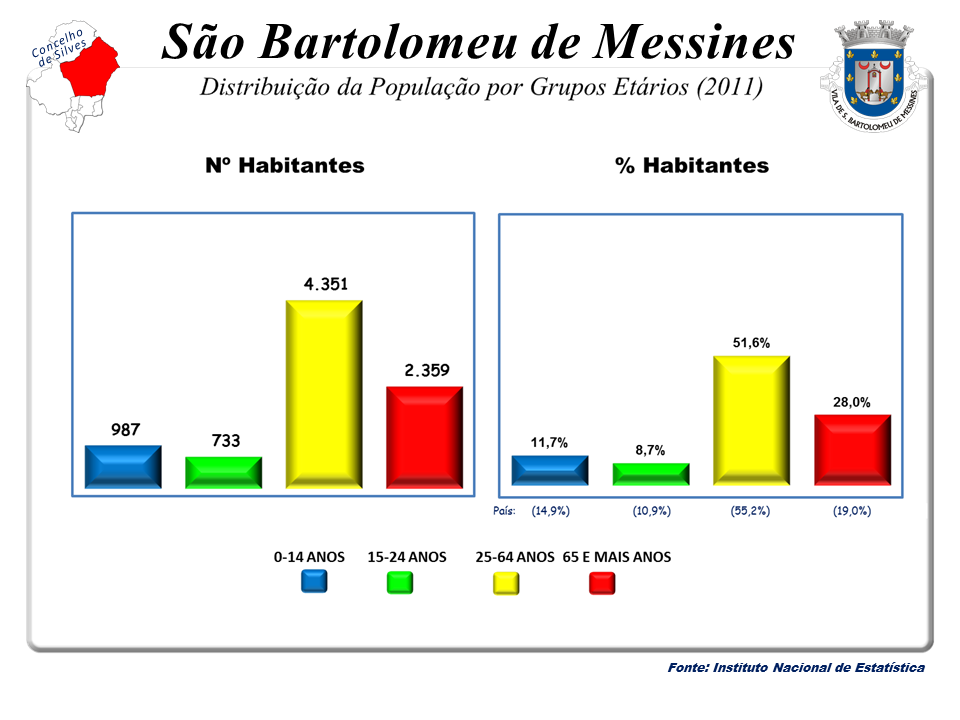
La població el 2011

## Patrimoni
- Alineament de Vilarinha
- Casa de la poeta Júdice Barbosa
- Casa de Remexido
- Casa Museu João de Deus
- Ermita de Nossa Senhora da Saúde
- Ermita de Sâo Sebastião
- Ermita de Sâo Pedro
- Ermita de Sant’Ana
- Església de Sâo Bartolomeu de Messines
- Necrópoli de Carrasqueira
- Necrópoli de Forneca
- Necrópoli de Pedreirinha
- João de Deus, poeta i pedagog, autor de la cèlebre Cartilha maternal
- Maria Cavaco Silva, professora, antiga primera dama de Portugal
- Maria Emília Neto de Sousa, política, antiga presidenta de la Cambra Municipal d'Almada
- António Neves Anacleto (1897 - 1990) - polític, advocat i periodista, opositor a l'Estado Novo

## Història
A partir del regnat de Manuel I, o del de Joan III (RAMOS, 1996, p.103), el temple va ser objecte d'una radical reforma.
Les tres naus del cos de l'església (que té sis trams) són separades, entre si, per arcs de volta perfecta, que descarreguen en pilars de bases i capitells múltiples. Aquesta solució és comparable, només, a la gran obra del mestre Boytac a Setúbal i contrasta amb la utilització més comuna d'elements manuelins en columnes d'arcs triomfals o portals (IDEM, p.103). A la nau nord, hi ha un portal lateral, de perfil trencat i dovelles axamfranades. És una peça més modesta que les columnes de l'interior, reveladora de l'economia de mitjans i la seua relació amb els elements més emblemàtics de la construcció, circumstància que obligà a una correcta heterogeneïtat formal en el mateix moment artístic.
La campanya cinccentista apareix també a la capçalera i, tot i que la capella major s'haja substituït per una altra de més nova, les dues absidioles tenen un estil clarament manuelí. Manuel Castell Ramos situa la capella al 1530, en la dissolució dels formularis manuelins i la substitució per d'altres més classicitzants, amb nervadures quadrangulars, l'abandó del naturalisme en els dibuixos i les mènsules "estilísticament diferents", en què descarrega la volta de doble tram (IDEM, p.103).
En el període barroc, i igual que succeí en altres temples de l'Algarve, l'església es tornà a restaurar. El portal principal, d'arc recte i limitat per dues columnes salomòniques, a què se sobreposa un entaulat de pinacles als extrems enquadrant un gran finestral rectangular motllurat, té data de 1716, any probable de la conclusió de la renovada façana principal, que integra dos finestrons rectangulars al portal i un frontó triangular irregular, definit per volutes. També s'hi feren els quatre retaules laterals de l'església, executats segurament al mateix taller (LAMEIRA, 2000, p.191).
Igualment important fou la reforma de la capella major, que en suprimí l'anterior manuelina. Un compartiment rectangular, profund, amb un arc triomfal de volta perfecta que, anys després, albergà l'actual retaule major, obra ja rococó, contractada el 1787 a Manuel Francisco Xavier, segons un dibuix prèviament establert (LAMEIRA, 2000, p. 292). El terratrèmol de 1755 afectaria parcialment el temple, i daten de les dècades següents, els treballs de consolidació.
En la dècada del 1960, la DGEMN promogué una restauració que substituí el terra de fusta. Més tard, se'n restauraren els retaules laterals.
Remexido (José Joaquim de Sousa Reis) es va casar a Sâo Bartolomeu de Messines.